# Guzmania membranacea
Guzmania membranacea är en gräsväxtart som beskrevs av Lyman Bradford Smith och Julian Alfred Steyermark. Guzmania membranacea ingår i släktet Guzmania och familjen Bromeliaceae. Inga underarter finns listade i Catalogue of Life.